# Miho (Ibaraki)
Miho (美浦村, Miho-mura) est un village du district d’Inashiki, dans la préfecture d'Ibaraki, au Japon.

## Géographie

### Situation
Le village de Miho est situé dans le sud de la préfecture d'Ibaraki, au bord du lac Kasumigaura, au Japon.

### Démographie
Au 1er décembre 2015, la population de Miho s'élevait à 15 977 habitants répartis sur une superficie de 66,61 km2.